# Ni1 de l'Altar
|  | Per altres sistemes amb la designació de Bayer, vegeu Ni de l'Altar |

Ni¹ de l'Altar (ν¹ Arae) és un sistema estel·lar triple a uns 820 anys llum de la Terra. El component primari, ν¹ de l'Altar A, és una binària eclipsant de la qual els dos components són nanes de la seqüència principal blaves-blanques del tipus B que no omplen els lòbuls de Roche. Una tercera companya de la 9a magnitud ν¹ de l'Altar C, orbita el sistema binari a uns 12,3 segons d'arc. L'esclat mitjà del sistema és +5,67, però degut als eclipses, ν¹ de l'Altar és una estrella variable i la seva lluentor varia de la magnitud +5,66 a +6,18 amb un període igual al període orbital de la binària, que és de 3,17 dies.
El sistema és esmentat a vegades com a Ípsilon ¹ de l'Altar (υ¹ Arae).